# ULAS0034
ULAS J003402.77-005206.7(또는 ULAS J0034-00)는 고래자리에 위치한 T형 왜성 계통 Y형 왜성인 갈색 왜성이다.
ULAS J0034-00 은 아주 차가운 갈색 왜성 중 하나이다. 최초로 발견될 때에는 영국의 적외선 망원경 (UKIAT)로 발견하였다. 적외선(800 nm~1000000 nm) 스펙트럼을 분석하여 미국의 스피처 우주 망원경을 사용하여 표면온도를 조사한 결과, 대략 550 ~ 600 K으로 분석되었다. 질량은 대략 5 ~ 20 목성질량으로 추측되며, 2009년 현재 이 별의 나이는 1억~20억 년으로 추정된다.